# Carthago Reisemobilbau
Die Carthago Reisemobilbau GmbH ist ein deutscher Hersteller von Wohnmobilen und Camper Vans bzw. Kastenwagen mit Sitz in Aulendorf.

## Unternehmen
Die Carthago Reisemobilbau GmbH wurde 1979 von Karl-Heinz Schuler gegründet. Die inhabergeführte Unternehmensgruppe beschäftigt heute über 1.500 Mitarbeiter. Schuler überführte die Carthago-Unternehmensgruppe 2014 in eine Stiftung.

## Geschichte
Am 1. Juli 1979 gründete Karl-Heinz Schuler in Ravensburg nach Abschluss seines Studiums zum Wirtschaftsingenieur das Unternehmen Carthago. Ziel waren Innenausbauten von verschiedenen Transporter-Basismodellen zu Freizeitfahrzeugen. Der Markenname Carthago entstand eher zufällig, weil der Begriff dem Unternehmensgründer gefiel. Mitte der 1980er Jahre konzentrierte sich Carthago auf den Ausbau des VW Transporter und wuchs mit dem Carthago Malibu zum zweitgrößten Ausbauer von VW-Bussen in Europa. Die Fertigung belief sich auf rund 1.000 Campingbus-Wohnmobile im Jahr. 1991 präsentierte Carthago erstmals Wohnmobile mit eigenem Aufbau auf Fahrgestellen und drang damit in ein für Carthago neues Marktsegment ein. Erster Namensträger im neuen Programm wurde der Carthago Abakus auf Basis des VW T4. 1997 stellte Carthago mit dem Alkovenmobil Mondial auf Mercedes-Benz Sprinter ein Oberklasse-Wohnmobil vor. Im Jahr 1999 startet Carthago eine neue Ära. Das Unternehmen präsentiert mit dem M-Liner sein erstes integriertes Reisemobil. Basisfahrzeuge waren wahlweise Mercedes-Benz Sprinter oder Iveco Daily. Im Jahr 2000 beschäftigte Carthago rund 100 Mitarbeiter und der Schwerpunkt des Unternehmens lag inzwischen auf der Fertigung von Wohnmobilen mit eigenem Aufbau. Im Jahr 2001 stellte Carthago die Fertigung von Campingbussen auf VW-Basis ein. Im Jahr 2002 strukturierte Carthago sein Programm neu und trat in den europäischen Markt ein. Unterhalb des M-Liner bildete der neue Integrierte namens Opus die Klammer zur gehobenen Wohnmobil-Mittelklasse. In dieser Mittelklasse siedelte Carthago im gleichen Jahr den chic an, ein Alkovenmobil. Mit ihm visierte Carthago die Klasse der Wohnmobile mit 3,5 t zulässigem Gesamtgewicht an. Gleichzeitig präsentierte Carthago im Jahr 2004 mit dem Mega-Liner ein integriertes Wohnmobil der Linerklasse auf einem MAN-Fahrgestell. Im Jahr 2007 fertigte Carthago mit 260 Mitarbeitern mehr als 1000 Wohnmobile.
2008 errichtete Carthago ein neues Werk mit über 100.000 m² Grundstücksfläche in Odranci/Slowenien. Aus dem chic wurde der chic c-line I, ein integriertes Reisemobil speziell für die Klasse mit 3,5 t zulässigem Gesamtgewicht mit Vollaluminium-Sandwich für die Wände und einem durchgehenden Doppelboden. 2009 folgten der chic c-line T und der chic high-line, der später zum Carthago highliner umbenannt wurde. Mit chic e-line und chic s-plus baute Carthago die Familie der Baureihe chic rasch aus. Im Jahr 2010 beschäftigte Carthago bereits 450 Mitarbeiter. Ab 2011 baute die Marke mit dem c-tourer ihr Angebot aus. Neues Spitzenmodell der Marke wurde im Jahr 2012 der Carthago liner de luxe auf Iveco Daily und MAN-Basis. Die Mitarbeiterzahl des Unternehmens war inzwischen auf 800 Köpfe gestiegen.
Im Jahr 2013 verlegte Carthago seinen Firmensitz vom Gründungsstandort Ravensburg nach Aulendorf in Oberschwaben. Hier hatte Carthago ein neues Werk, eine Verkaufsausstellung, ein Service-Center mit angeschlossenem Lager sowie die neue Unternehmenszentrale – Carthago-City – gebaut. Das Areal umfasst 100.000 m², von denen 30.000 m² überbaut wurden. Im gleichen Jahr gründete Carthago die Tochtermarke Malibu (Malibu GmbH & Co. KG) und führte damit den Malibu Van ein. Ein Jahr später führt Carthago die neue Generation des chic c-line ein. Das gilt ab 2015 ebenso für den chic e-line und chic s-plus. In 2015 wurde ebenso die Marke Malibu um Reisemobil-Modelle erweitert. Zwei Jahre später, 2018, folgte dann die Einführung des liner-for-two. 2019 stellt Carthago den chic e-line new generation und c-line auf Mercedes-Benz vor und feierte gleichzeitig das 40-jährige Jubiläum in Carthago City. Seit 2021 gibt es den c-tourer T auch alternativ auf Mercedes-Benz Sprinter. Im selben Jahr wurde die Unternehmenszentrale in Aulendorf mit einem zweiten Verwaltungsgebäude erweitert.
Im Jahr 2022 kommt der neue chic c-line new generation mit neuem Außendesign, neuer Möbelarchitektur und einer neuen Stilwelt, zusätzlich werden die XL-Modelle nun auch auf Mercedes-Benz angeboten. Ein Jahr später wurde im Mai 2023 das neue und dritte Produktionswerk in Ormoz/Slowenien eröffnet. In diesem werden ausschließlich Malibu Vans auf einer Gesamtfläche von 100.000 m² gefertigt.

## Marken
Die Carthago Gruppe fertigt unter der Stammmarke Carthago integrierte und teilintegrierte Wohnmobile im gehobenen Preissegment. Die Tochtermarke Malibu stellt Camper Vans auf der Basis von Transporter-Kastenwagen im Premium-Segment sowie teilintegrierte und integrierte Wohnmobile für die gehobene Mittelklasse her.

## Standorte
Carthago produziert an drei Standorten. Der Hauptsitz ist seit 2013 in Aulendorf/Oberschwaben. Seit 2008 gibt es ein Montagewerk in Odranci und seit 2023 gibt es ein Montagewerk in Ormoz beide im Nordosten Sloweniens.
- Werk Aulendorf/Deutschland: Firmenzentrale mit Entwicklungs- und Konstruktionsabteilung, der Schulungseinrichtung namens Carthago Akademie sowie Produktion der Baureihen chic e-line/s-plus und liner-for-two.
- Werk Odranci/Slowenien: Produktion der Baureihen chic c-line, c-tourer, c-compactline sowie der Malibu Wohnmobile.[6]
- Werk Ormoz/Slowenien: Produktion der Malibu Camper Vans[7]